# Xenokles (Architekt)
Xenokles (altgriechisch Χενοκλῆς) war ein antiker griechisch-attischer Architekt in der zweiten Hälfte des 5. Jahrhunderts v. Chr.
Xenokles stammte aus dem Demos Cholargos der Phyle Akamantis. Plutarch berichtet in seiner Perikles-Biografie, dass dieser Xenokles mit der Vollendung des Demeter-Heiligtums von Eleusis beauftragt hatte. Er vollendete damit den Plan des Iktinos, der zuvor von den Architekten Koroibos und Metagenes ausgeführt wurde. Seine abschließende Arbeit war das sogenannte Dach mit dem Opaion des Telesterions.